# Communauté d’agglomération Chambéry Métropole
Die Communauté d’agglomération Chambéry Métropole ist ein ehemaliger französischer Gemeindeverband mit der Rechtsform einer Communauté d’agglomération im Département Savoie, dessen Verwaltungssitz sich in dem Ort Chambéry befand. Der Gemeindeverband bestand aus 24 Gemeinden auf einer Fläche von 263,6 km2.

## Aufgaben
Die Mitgliedsgemeinden hatten sehr weitreichende Kompetenzen an den Verband abgetreten. Zu den vorgeschriebenen Kompetenzen gehörten die Entwicklung und Förderung wirtschaftlicher Aktivitäten und des Tourismus sowie die Raumplanung auf Basis eines Schéma de Cohérence Territoriale. Der Gemeindeverband steuerte die Wohnungspolitik inklusive Sozialwohnungen und Studentenwohnheimen. Er betrieb Straßenmeisterei und Rettungsdienste und war in allen Umweltbelangen wie Trinkwasserversorgung, Abwasseraufbereitung, Lärmschutz, Luftreinheit, Müllabfuhr und Müllentsorgung aktiv. Im Infrastrukturbereich war der Verband für den öffentlichen Nahverkehr zuständig inklusive Schaffung von Busspuren und Radwegen. Zusätzlich betrieb der Verband die kommunalen Sporteinrichtungen und organisierte Sport- und Kulturveranstaltungen.
Der Gemeindeverband war Betreiber des Flugplatzes Chambéry–Challes-les-Eaux (nicht zu verwechseln mit dem Flughafen Chambéry-Savoie).

## Historische Entwicklung
Der Idee einer interkommunalen Zusammenarbeit im Ballungsgebiet von Chambéry entstand bereits 1957 mit der Gründung eines Zweckverbandes zur Abwasserentsorgung und Raumplanung. Auf den seit 1978 breiter aufgestellten Zweckverband folgte 1994 das District urbain de la cluse de Chambéry (DUCC). Zum Jahresbeginn 2000 wurde schließlich die letztgültige Form der Communauté d’agglomération gebildet mit anfangs 15 Mitgliedsgemeinden. Zwei Jahre später trat die Gemeinde Saint-Jean-d’Arvey bei, gefolgt von acht weiteren Gemeinden (Curienne, Les Déserts, Montagnole, Puygros, Saint-Cassin, Saint-Sulpice, Thoiry, La Thuile) am 1. Januar 2006.
Mit Wirkung vom 1. Januar 2017 fusionierte der Gemeindeverband mit der Communauté de communes du Cœur des Bauges und bildete so die Nachfolgeorganisation Communauté d’agglomération Chambéry Métropole-Cœur des Bauges.

## Ehemalige Mitgliedsgemeinden
Folgende 24 Gemeinden gehörten der Communauté d’agglomération Chambéry Métropole an:
| Gemeinde             | Einwohner 1. Januar 2022 | Fläche km² | Dichte Einw./km² | Code INSEE | Postleitzahl |
| -------------------- | ------------------------ | ---------- | ---------------- | ---------- | ------------ |
| Barberaz             | 5.246                    | 3,8        | 1.381            | 73029      | 73000        |
| Barby                | 3.545                    | 2,5        | 1.418            | 73030      | 73230        |
| Bassens              | 5.118                    | 3,1        | 1.651            | 73031      | 73000        |
| Challes-les-Eaux     | 5.626                    | 5,7        | 987              | 73064      | 73190        |
| Chambéry             | 60.251                   | 21,0       | 2.869            | 73065      | 73000        |
| Cognin               | 6.729                    | 4,5        | 1.495            | 73087      | 73160        |
| Curienne             | 693                      | 8,6        | 81               | 73097      | 73190        |
| Jacob-Bellecombette  | 4.340                    | 2,5        | 1.736            | 73137      | 73000        |
| La Motte-Servolex    | 12.167                   | 29,9       | 407              | 73179      | 73290        |
| La Ravoire           | 9.154                    | 6,8        | 1.346            | 73213      | 73490        |
| La Thuile            | 348                      | 18,3       | 19               | 73294      | 73190        |
| Les Déserts          | 826                      | 33,6       | 25               | 73098      | 73230        |
| Montagnole           | 1.000                    | 11,3       | 88               | 73160      | 73000        |
| Puygros              | 375                      | 10,3       | 36               | 73210      | 73190        |
| Saint-Alban-Leysse   | 6.589                    | 8,4        | 784              | 73222      | 73230        |
| Saint-Baldoph        | 2.827                    | 6,2        | 456              | 73225      | 73190        |
| Saint-Cassin         | 1.009                    | 14,8       | 68               | 73228      | 73160        |
| Saint-Jean-d’Arvey   | 1.704                    | 13,0       | 131              | 73243      | 73230        |
| Saint-Jeoire-Prieuré | 1.965                    | 5,3        | 371              | 73249      | 73190        |
| Saint-Sulpice        | 820                      | 8,8        | 93               | 73281      | 73160        |
| Sonnaz               | 2.106                    | 6,8        | 310              | 73288      | 73000        |
| Thoiry               | 454                      | 17,8       | 26               | 73293      | 73230        |
| Verel-Pragondran     | 586                      | 6,5        | 90               | 73310      | 73230        |
| Vimines              | 2.304                    | 14,2       | 162              | 73326      | 73160        |